# テノゲカ
『テノゲカ』は、原作：詩石灯、漫画：新井隆広による日本の漫画作品。監修は市原理司。『週刊少年サンデー』（小学館）にて、2023年25号より2025年24号まで連載された。「手」を専門に扱う手外科専門医の手塚一心を中心に描かれている医療漫画。原作の詩石にとって本作が初の連載作品である。

## ストーリーの概要
手塚一心は、複雑な構造を持つ手の疾患を治療するためにフランスで学んだ高度な手術技術を駆使し、治療をしていく。「彼の手と、彼の治すたくさんの手が織りなす、人生の物語」を描く。

## 登場人物
手塚一心
本作の主人公。6歳のころテロに巻き込まれ両親を亡くし、天涯孤独の身に。自身も重傷を負い父の親指を移植される。両親と親密な関係にあった若井夫婦に引き取られ、青年時代をそこで過ごす。生きる意味を手外科に見出し、フランスで医学を学ぶことを決意する。その時に入れた首と背中の傷を隠すタトゥーは、両親が大切にしていた花 “グラジオラス・ビザンチヌス”。フランスの大学へ行くためにバカロレアを受けられる高校に進学。18歳からフランスで学び、数々の戦場で医療行為を行った。
若井 敦
王嵐堂大学病院院長。明智が来るまでは整形外科の医局長も兼ねる。一心の養父。一心の父・猛と同僚かつ親友で、テロに巻き込まれた一心を助け、一心に彼の父の親指を移植した。
若井ひなた
王嵐堂大学病院整形外科・スポーツ医学研究講座所属。一心の義理の妹で幼馴染。一心がテロに巻き込まれたとき、現場にいた。
明智紋次郎
王嵐堂大学病院手外科医。整形外科医局長。（医局長となる際、一心の過去を知る）同大学医学部出身。外傷再建手術の天才と称される。大工の父の指を救われ、手外科医を志す。
唐木 寛
病院裏にある風来寺の住職。一心が、よく病院を抜け出して訪ねている。
土方泰三
王嵐堂大学病院麻酔科（通称・壬生浪）の医局長。
楠
王嵐堂大学病院手外科医。一心と行動することが多い後輩。
弓削
王嵐堂大学病院手外科医。プライドが高く、一心を敵視する。

## 書誌情報
- 詩石灯（原作）・新井隆広（漫画）『テノゲカ』小学館〈少年サンデーコミックス〉、全10巻
  1. 2023年8月18日発売[4][8]、ISBN 978-4-09-852846-2
  2. 2023年9月15日発売[9]、ISBN 978-4-09-852883-7
  3. 2023年12月18日発売[10]、ISBN 978-4-09-853052-6
  4. 2024年3月18日発売[11]、ISBN 978-4-09-853183-7
  5. 2024年6月18日発売[12]、ISBN 978-4-09-853383-1
  6. 2024年9月18日発売[13]、ISBN 978-4-09-853571-2
  7. 2024年12月18日発売[14]、ISBN 978-4-09-853805-8
  8. 2025年2月18日発売[15]、ISBN 978-4-09-854016-7
  9. 2025年4月18日発売[16]、ISBN 978-4-09-854085-3
  10. 2025年6月18日発売[17]、ISBN 978-4-09-854148-5

## 外部サイト
- テノゲカ - 少年サンデー公式サイト